# Killian Dain
Damian Arthur Mackle (Belfast, 20 febbraio 1985) è un wrestler britannico attualmente sotto contratto con la Total Nonstop Action Wrestling.
Dal 2016 al 2021 Mackle è stato sotto contratto con la WWE, dove è stato, dal 2016 al 2019, uno dei membri della stable nota come Sanity insieme a Eric Young e Alexander Wolfe. In WWE era noto come Killian Dain.
In Europa è noto per aver lottato in federazioni britanniche del circuito indipendente, mentre negli Stati Uniti ha militato in federazioni quali PROGRESS Wrestling, Revolution Pro Wrestling, Westside Xtreme Wrestling, Absolute Intense Wrestling, Beyond Wrestling, Premier British Wrestling, Scottish Wrestling Alliance, e IPW: UK. Principalmente è conosciuto per il lavoro svolto nella Insane Championship Wrestling dove ha vinto l'ICW World Heavyweight Championship.

## Carriera

### Insane Championship Wrestling (2013–2016)
Nel periodo 2009-2012, O'Connor lottò sporadicamente nella ICW utilizzando svariate gimmick ma fu nel novembre 2013 che debuttò a Edimburgo con il ring name "Big Damo". Nello stesso show, il commentatore ICW Billy Kirkwood diede per la prima volta a Damo il soprannome "The Beast of Belfast" (in italiano: "La bestia di Belfast"). Damo divenne un membro regolare del roster e iniziò dei feud con Joe Hendry, Jamie Kennedy, Darkside, e The NAK.
L'ICW World Champion Drew Galloway aveva dichiarato di aver sconfitto chiunque nel roster ICW, ma con un'eccezione significativa. Infatti, nonostante Big Damo fosse imbattuto, non aveva mai avuto l'opportunità di un match con Galloway per il titolo. L'occasione arrivò nel corso dell'evento Shugs House Party 2, e vide sconfitto Galloway ma il verdetto venne ribaltato da Red Lightning e Jack Jester, con grande disappunto di Damo. I tre formarono una stable chiamata "The Black Label" e Damo si scontrò a lungo con loro.
Quando i Black Label ebbero un feud con Mark Dallas con in palio il titolo ICW, Damo spuntò un accordo con Dallas in merito al quale avrebbe avuto una title shot nella sua città natale di Belfast, in Irlanda del Nord. La cintura ICW World Title non aveva mai cambiato di mano fuori Glasgow, così fu una grossa sorpresa per i fan quando Damo sconfisse il campione in carica Chris Renfrew, laureandosi primo campione ICW irlandese.

### WhatCulture Pro Wrestling (2016)
Nel giugno 2016 Damo debuttò nella What Culture Pro Wrestling, sconfiggendo Joe Hendry e diventando il contendente numero uno al titolo WCPW Heavyweight Championship. Allo show Built to Destroy, nel main event, tradisce il manager Jack the Jobber e colpisce con un low blow Rampage Brown prima di ricorrere a un piledriver (mossa proibita) per vincere il match e laurearsi primo WCPW World Champion. Quindi attaccò il general manager WCPW Adam Pacitti, che aveva cercato di squalificarlo per l'utilizzo del piledriver incriminato, e anche l'arbitro e Jack the Jobber, alleandosi con Adam Blampied e completando così la sua trasformazione in heel nel processo. Grazie al nuovo manager, Big Damo riesce a difendere con successo il titolo dall'assalto di Joe Coffey e Damien Sandow, ma perde il titolo nel main event di WCPW Stacked in match a quattro in favore di Joseph Conners (gli altri contendenti erano Joe Hendry e Rampage Brown). Durante il decimo episodio di WCPW Loaded viene costretto dal GM Adam Pacitti a mettere in palio il suo contratto contro Alberto Del Rio e perde lasciando momentaneamente la compagnia. Infatti ritorna durante il tredicesimo episodio lanciando una open challenge raccolta e vinta da Joe Coffey grazie all'aiuto di Martin Kirby; con quest'ultimo Damo disputa un match a WCPW True Legacy con in palio un nuovo contratto, ma perde e finisce così la sua avventura nella compagnia inglese.

### WWE (2016–2021)

#### NXT(2016–2018)
Nel novembre 2016 Damian O'Connor ha preso il posto di Sawyer Fulton nella stable Sanity (Alexander Wolfe, Eric Young e Nikki Cross) dopo aver attaccato No Way Jose. Il 18 novembre O'Connor ha cambiato nome in Killian Dain e si è ufficialmente unito alla stable dopo aver attaccato Tye Dillinger e aver accettato la giacca di Fulton. Nella puntata di NXT dell'8 febbraio Wolfe e Dain hanno sconfitto facilmente i Bollywood Boyz (Gurv Sihra e Harv Sihra). Nella puntata di NXT del 22 marzo il Six-man Tag Team match tra Young, Dain e Wolfe contro Roderick Strong, No Way Jose e Tye Dillinger è terminato in doppia squalifica. Il 1º aprile, a NXT TakeOver: Orlando, i SAnitY hanno sconfitto Tye Dillinger, Roderick Strong, Kassius Ohno e Ruby Riot. Il 2 aprile, nel Kick-off di WrestleMania 33, Dain ha partecipato all'annuale André the Giant Memorial Battle Royal come rappresentante di NXT ma è stato eliminato da Mojo Rawley (membro del roster di SmackDown e vincitore finale della Battle Royal). Nella puntata di NXT del 3 maggio Dain ha sconfitto facilmente Danny Burch. Nella puntata di NXT del 7 giugno Dain ha sconfitto No Way Jose. Nella puntata di NXT del 5 luglio Wolfe e Dain hanno sconfitto Hideo Itami e Kassius Ohno. Nella puntata di NXT del 19 luglio Dain è stato sconfitto da Drew McIntyre, il quale è diventato il contendente n.1 all'NXT Championship di Bobby Roode. Il 19 agosto, a NXT TakeOver: Brooklyn III, Young e Wolfe hanno sconfitto gli Authors of Pain (Akam e Rezar), conquistando così l'NXT Tag Team Championship per la prima volta. Wolfe e Young hanno vinto il match, ma anche Dain ha potuto difendere il titolo sotto la "Freebird Rule" (anche se la WWE non lo ha riconosciuto come campione). Nella puntata di NXT del 18 ottobre il match tra Young, Dain e Wolfe e l'Undisputed Era (Adam Cole, Bobby Fish e Kyle O'Reilly) è terminato in no-contest a causa dell'intervento degli Authors of Pain. Il 18 novembre, a NXT TakeOver: WarGames, i SAnitY hanno partecipato a un WarGames match che includeva anche l'Undisputed Era e il team formato dagli Authors of Pain e Roderick Strong ma il match è stato vinto dai primi. Nella puntata di NXT del 29 novembre Dain e Young hanno perso l'NXT Tag Team Championship contro Bobby Fish e Kyle O'Reilly dopo 102 giorni di regno. Nella puntata di NXT del 6 dicembre Dain ha sconfitto Trent Seven, guadagnando l'accesso a un Fatal 4-Way match per determinare il contendente n.1 all'NXT Championship di Andrade "Cien" Almas. Nella puntata di NXT del 27 dicembre Dain ha partecipato a tale Fatal 4-Way match insieme a Aleister Black, Lars Sullivan e Johnny Gargano ma il match è stato vinto da quest'ultimo. Nella puntata di NXT del 7 febbraio i SAnitY hanno sconfitto l'Undisputed Era in un Six-man Tornado Tag Team match. Nella puntata di NXT del 7 marzo Dain ha affrontato Aleister Black in un match per determinare il contendente n.1 all'NXT Championship di Andrade "Cien" Almas ma è stato sconfitto. Nella puntata di NXT del 4 aprile il match tra Dain e Lars Sullivan è terminato in no-contest a causa dell'entrata sul ring di Adam Cole, EC3, Ricochet e Velveteen Dream. Il 7 aprile, a NXT TakeOver: New Orleans, Dain ha partecipato a un Ladder match per l'assegnazione dell'NXT North American Championship che includeva anche Adam Cole, EC3, Lars Sullivan, Ricochet e Velveteen Dream ma il match è stato vinto da Cole. Nella puntata di NXT del 18 aprile Dain è stato sconfitto da Lars Sullivan in un No Disqualification Match.

#### SmackDown(2018–2019)
Dal 17 aprile 2018 sono stati mandati in onda dei video circa il debutto dei Sanity a SmackDown. I SAnitY hanno fatto il loro debutto nella puntata di SmackDown del 19 giugno dove hanno attaccato brutalmente gli Usos (Jimmy Uso e Jey Uso). Nella puntata di SmackDown del 26 giugno i SAnitY sono stati sconfitti dallo United States Champion Jeff Hardy e gli Usos. Nella puntata di SmackDown del 10 luglio i SAnitY e i Bludgeon Brothers (Harper e Rowan) sono stati sconfitti dal Team Hell No (Daniel Bryan e Kane) e il New Day (Big E, Kofi Kingston e Xavier Woods). Il 15 luglio, nel Kick-off di Extreme Rules, i SAnitY hanno sconfitto il New Day in un Tables match. Nella puntata di SmackDown del 24 luglio Wolfe e Dain sono stati sconfitti da Big E e Xavier Woods del New Day nella semifinale di un torneo per determinare i contendenti n.1 allo SmackDown Tag Team Championship dei Bludgeon Brothers. Nella puntata di SmackDown del 4 settembre Dain e Young hanno partecipato a un Triple Threat match che comprendeva anche i Rusev Day (Aiden English e Rusev) e gli Usos per determinare i contendenti n.1 allo SmackDown Tag Team Championship del New Day ma il match è stato vinto da English e Rusev. Il 18 novembre, a Survivor Series, Dain e Young hanno partecipato al 5-on-5 Traditional Survivor Series Elimination match come parte del Team SmackDown contro il Team Raw ma sono stati eliminati da Bobby Roode e Chad Gable. Nella puntata di SmackDown del 25 dicembre Dain, Wolfe e i The Bar (Cesaro e Sheamus) sono stati sconfitti da Luke Gallows, Karl Anderson e gli Usos. Nella puntata di SmackDown del 2 aprile 2019 i SAnitY sono ritornati in azione come alleati di Shane McMahon per contrastare The Miz, ma sono stati sconfitti da quest'ultimo in un 3-on-1 Handicap Falls Count Anywhere match.
Con lo Shake-up del 15 aprile i SAnitY sono stati privati del loro leader Eric Young, mandato a Raw, segnando di fatto la fine della stable.

#### Ritorno aNXT(2019–2021)
Dopo lo scioglimento dei Sanity, il 30 aprile 2019 è stato annunciato che Dain è ritornato nel territorio di sviluppo di NXT. Nella puntata di NXT del 10 luglio è stato mandato in onda un video circa l'imminente ritorno di Dain. Nella puntata di NXT del 17 luglio Dain è tornato a sorpresa attaccando brutalmente Matt Riddle. Nella puntata di NXT del 21 agosto Dain ha sconfitto poi Matt Riddle. Nella puntata di NXT del 18 settembre Dain ha affrontato Matt Riddle in uno Street Fight ma esso è terminato in no-contest. Nella puntata di NXT del 25 settembre Dain è stato sconfitto da Matt Riddle in uno Street Fight per determinare il contendente n.1 all'NXT Championship. Nella puntata di NXT del 16 ottobre Dain ha sconfitto Boa. Il 23 novembre, a NXT TakeOver: WarGames III, Dain ha partecipato a un Triple Threat match che comprendeva anche Damian Priest e Pete Dunne per determinare il contendente n.1 all'NXT Championship di Adam Cole per Survivor Series ma il match è stato vinto da Dunne. Nella puntata di NXT del 4 dicembre Dain ha sconfitto Pete Dunne. Nella puntata di NXT del 18 dicembre Dain è stato sconfitto da Damian Priest. Nella puntata di NXT del 5 febbraio 2020 Dain è tornato in azione venendo sconfitto da Dominik Dijakovic. Nella puntata di NXT del 26 febbraio Dain ha sconfitto Bronson Reed. Nella puntata di NXT del 25 marzo Dain ha sconfitto Tehuti Miles. Nella puntata di NXT del 17 giugno Dain è stato sconfitto da Damian Priest. Nella puntata di NXT del 22 luglio Dain è stato sconfitto da Dexter Lumis. Nella puntata di NXT del 26 agosto Dain è tornato attaccando l'Undisputed Era (Adam Cole, Bobby Fish, Kyle O'Reilly e Roderick Strong) al termine del match tra Drake Maverick e Kyle O'Reilly (vinto da quest'ultimo); tuttavia, ha attaccato anche Maverick. Nella puntata speciale NXT Super Tuesday II del 2 settembre (andata in onda l'8 settembre 2020) Dain è stato sconfitto da Roderick Strong. Nella puntata di NXT del 16 agosto Dain e Drake Maverick hanno formato un'improbabile alleanza e hanno sconfitto Bobby Fish e Roderick Strong dell'Undisputed Era per squalifica (il match tuttavia era iniziato come un 2-on-1 Handicap match tra il solo Maverick e Fish e Strong). Nella puntata di NXT del 7 ottobre Dain e Maverick hanno sconfitto gli Ever-Rise (Chase Parker e Matt Martel). Nella puntata di NXT del 14 ottobre Dain e Maverick sono stati sconfitti dall'Imperium (Fabian Aichner e Marcel Barthel). Nella puntata di NXT del 21 ottobre Maverick e Dain sono stati sconfitti dagli Ever-Rise per squalifica dopo che Maverick li ha colpiti con una sedia. Nella puntata di NXT del 4 novembre Maverick e Dain hanno affrontato nuovamente gli Ever-Rise ma l'incontro è terminato in no-contest dopo che la stable formata da Danny Burch, Oney Lorcan, Pat McAfee e Pete Dunne ha attaccato tutti i partecipanti all'incontro. Nella puntata di NXT del 9 dicembre Dain è stato sconfitto da Pete Dunne. Nella puntata di NXT del 23 dicembre Dain e Maverick hanno affrontato Danny Burch e Oney Lorcan per l'NXT Tag Team Championship in uno Street Fight ma sono stati sconfitti. Nella puntata di 205 Live del 15 gennaio 2021 Dain e Maverick hanno sconfitto August Grey e Curt Stallion negli ottavi di finale del Dusty Rhodes Tag Team Classic. Nella puntata di NXT del 27 gennaio Dain e Maverick vennero sconfitti dagli MSK (Nash Carter e Wes Lee) nei quarti di finale del torneo. Nella puntata di NXT del 24 febbraio Dain e Maverick vennero sconfitti dai Grizzled Young Veterans (James Drake e Zack Gibson).
Il 25 giugno Dain venne rilasciato dalla WWE.

## Vita privata
Mackle è un grande tifoso della squadra di calcio del Manchester United e della squadra di basket degli Orlando Magic.
Nel 2019 è stato reso noto il matrimonio a Glasgow con la collega Nikki Cross.

## Personaggio

### Mosse finali
- Corner Slingshot Splash – 2018–2021
- Ulster Plantation (One-handed electric chair driver).
- Van-Damo-Nator (Corner-to-corner front missile dropkick su una sedia contro la faccia di un avversario in piedi o seduto all'angolo) – 2016–2021

### Manager
- Nikki Cross

### Soprannomi
- "The Beast of Belfast"
- "Big Damo"
- "The Hound of Ulster"

### Wrestler allenati
- Joe Coffey

## Titoli e riconoscimenti
- 3 Count Wrestling
  - 3CW Tag Team Championship (1) – con Scott Renwick[8]
- Insane Championship Wrestling
  - ICW World Heavyweight Championship (1)[8]
- Pride Wrestling
  - Pride Wrestling Championship (1)[8]
- Pro Wrestling Illustrated
  - 119º tra i 500 migliori wrestler secondo PWI 500 (2018)
- Reckless Intent Wrestling
  - Reckless Intent World Championship (1)[9]
- Scottish Wrestling Alliance
  - SWA Laird of the Ring Championship (1)[8]
  - SWA Tag Team Championship (6) – con Micken (1), Pete O'Neil (1) e Scott Renwick (4)[8]
- Scottish Wrestling Entertainment
  - SWE Heavyweight Champion (1)
- WhatCulture Pro Wrestling
  - WCPW World Championship (1)
- World Wide Wrestling League
  - W3L Heavyweight Champion (1)[8]
  - W3L Tag Team Championship (1) – con Scott Renwick[8]
  - W3L Heavyweight Title Tournament (2011)
- WWE
  - NXT Year-End Award (1)
    - Tag Team of the Year (2017) - con Alexander Wolfe e Eric Young
- Wrestling Observer Newsletter
  - 5 Star Match (2018) - vs. Adam Cole, EC3, Lars Sullivan, Ricochet e Velveteen Dream il 7 aprile a NXT TakeOver: New Orleans
- X Wrestling Alliance
  - XWA British Heavyweight Champion (1)[8]
  - XWA British Heavyweight Title Tournament (2014)